# Alle Kvinners Blad
Alle Kvinners Blad (с норв. — «Журнал каждой женщины») — бывший еженедельный журнал на норвежском языке, выходивший с 1937 по 1978 год в Осло.

## История
Журнал Alle Kvinners Blad был основан в 1937 году издательством Gyldendal Norsk Forlag и выходил еженедельно. В 1963 году название журнала было изменено на Alle kvinner. С 1974 по 1978 год журнал принадлежал издательству Nordisk Forlag, которое прекратило его выпуск. Последним редактором журнала была Топпен Бек.

## Тираж
Тираж Alle Kvinners Blad достиг пика в 275 000 экземпляров в 1950 году, что сделало его вторым самым продаваемым еженедельным журналом в Норвегии в то время.